# Antoni Marchewka
Antoni Marchewka (ur. 31 grudnia 1890 w Koziegłówkach, zm. 13 lutego 1973 w Częstochowie) – polski duchowny katolicki, dziennikarz katolicki, redaktor naczelny „Niedzieli”.

## Życiorys
Urodził się w rodzinie rolniczej, jako syn Michała i Marianny Oleksiak. Kształcił się w szkole elementarnej i rozpoczął naukę w Polskim Gimnazjum Społecznym w Częstochowie, a po jego zamknięciu kontynuował naukę prywatnie i w 1912 uzyskał eksternistyczne świadectwo dojrzałości. Wstąpił do Seminarium Duchownego w Kielcach, a 5 maja 1918 otrzymał święcenia kapłańskie z rąk bp Augustyna Łosińskiego. Początkowo był wikariuszem w Jędrzejowie, a następnie kapelanem wojskowym na froncie polsko-bolszewickim. Po zakończeniu wojny przez 4 lata studiował na Wydziale Prawa Kanonicznego i Nauk Społecznych Katolickiego Uniwersytetu Lubelskiego, gdzie uzyskał stopień magistra prawa kanonicznego. Był kapelanem więziennym na Zamku Lubelskim. Następnie został wysłany na studia do Papieskiego Kolegium Międzynarodowego „Angelicum” w Rzymie, gdzie uzyskał doktorat z prawa kanonicznego. Po powrocie do diecezji kieleckiej został prefektem szkolnym na terenie Zagłębia Dąbrowskiego. Działał wśród inteligencji, publikował artykuły na łamach kieleckiej „Gazety Niedzielnej” i częstochowskiej „Niedzieli”, a także pracował w rozgłośni Polskiego Radia w Katowicach. Zorganizował i prowadził Uniwersytet Robotniczy w Sosnowcu.
W 1938 został przeniesiony do Częstochowy na stanowisko prefekta w Gimnazjum Kupieckim, a także był kapelanem w Zakładzie dla Starców i Sierocińcu pw. św. Antoniego. Po wybuchu II wojny światowej był katechetą w tajnym nauczaniu w Instytucie Teologicznym Ojców Paulinów na Jasnej Górze. W obawie przed aresztowaniem w czerwcu 1942 wyjechał do Warszawy, gdzie pod zmienionym nazwiskiem (Jan Augustynowski) pracował w Sądzie Metropolitarnym i był duszpasterzem w parafii Chrystusa Króla na Targówku. Podczas Powstania Warszawskiego był kapelanem powstańców. 13 września 1944 powrócił do Częstochowy i został wikariuszem parafii św. Barbary w Częstochowie. Współpracował z Zofią Kossak-Szatkowską przy redagowaniu prasy podziemnej.
W lutym 1945 został redaktorem naczelnym „Niedzieli”, a 8 kwietnia 1945 po przerwie okupacyjnej ukazał się pierwszy numer tygodnika. W lipcu 1947 został aresztowany przez UB i przewieziony do Świdnicy, skąd następnie przewieziono go do Warszawy. 6 czerwca 1948 został zwolniony z więzienia i powrócił do Częstochowy. W tym czasie więziony był także jego brat ks. Stanisław Marchewka proboszcz w Świdnicy. 15 marca 1953 ukazał się ostatni numer tygodnika, zlikwidowanego przez władze komunistyczne.